# منال الصيفي
منال الصيفي هي مخرجة مصرية درست الإخراج السينمائي بالمعهد العالي للفنون المسرحية، قسم إخراج 1993م، وتزوجت من الممثل المصري أشرف مصيلحي، وهي ابنة المخرج المصريّ الراحل حسن الصيفي والممثلة المصرية المعتزلة زهرة العلا.

## مسيرتها المهنية
تخرجت منال الصيفي من قسم الإخراج السينمائي بالمعهد العالي للفنون المسرحية عام 1993، وبدأت مسيرتها المهنية بالعمل كمساعد مخرج في عدد من الأفلام والمسلسلات التليفزيونية والأعمال الفنية من بينها فيلم قشر البندق وفيلم الكلام في الممنوع، ثُم أخرجت أول فيلم لها في عام 2005، وهو فيلم «الحياة منتهى اللذة» الذي قامت بتمثيله الممثلة المصرية حنان ترك بمشاركة المطرب اللبناني يوري مرقدي. عادت منال الصيفي بعد ذلك للعمل كمُساعد مخرج في فيلم «هي فوضى» مع كل من المُخرج المصري الراحل يوسف شاهين والمخرج المصري خالد يوسف في عام 2007، توالت أعمالها بعد ذلك فأخرجت العديد من الأفلام السينمائية والمسلسلات التليفزيونية كان من أبرزها مسلسل نونة المأذونة، ومسلسل جمال الحريم، وفيلم المش مهندس حسن.

## أعمالها

### الأفلام
- المش مهندس حسن: صدر في عام 2008 وقام ببطولته محمد رجب.
- الحياة منتهى اللذة: صدر في عام 2005، وقامت ببطولته حنان ترك.[6]

### المسلسلات
- حكايات جروب العيلة:[7] صدر في عام 2022.
- ورا كل باب (الموسم الثاني): صدر في عام 2021، وقامت بإخراج حكاية عائلة چيچي.[8]
- جمال الحريم: صدر في عام 2020، وقامت ببطولته الممثلة اللبنانية نور.[9]
- بلا دليل: صدر في عام 2019.
- للحب فرصة أخيرة: صدر في عام 2018.
- الهلالي سلالم: صدر في عام 2012، وقام ببطولته الممثل المصري نضال الشافعي.
- نونة المأذونة: صدر في عام 2011، وقامت ببطولته حنان ترك.

### الأعمال الأخرى التي شاركت فيها وليست من إخراجها
| السنة | اسم العمل               | النوع           | نوع المُشاركة           |
| ----- | ----------------------- | --------------- | ---------------------- |
|       | عذرًا أنت حبيبي          | تمثيلية         | مُساعد مُخرج             |
| 1990  | انتبهوا أيّها الأزواج    | فيلم            | مُساعد مُخرج             |
| 1991  | زمن الجدعان             | فيلم            | مُساعد مُخرج             |
| 1993  | سفينة الحب والعذاب      | فيلم            | سكريبت                 |
| 1995  | قشر البندق              | فيلم            | مُساعد مُخرج             |
| 1995  | سارق الفرح              | فيلم            | مُساعد مُخرج تحت التمرين |
| 1995  | الحب نصيب.. الجواز قسمة | سهرة تليفزيونية | مُساعد مُخرج             |
| 2000  | مرات جوزي               | مسلسل           | مُساعد مُخرج             |
| 2000  | شروع في قتل             | فيلم            | سكريبت                 |
| 2000  | الكلام في الممنوع       | فيلم            | مُساعد مُخرج             |
| 2002  | الطفلة والعجوز          | سهرة تليفزيونية | مُساعد مُخرج             |
| 2007  | هي فوضى                 | فيلم            | مُساعد مُخرج             |

## وصلات خارجية
- منال الصيفي على موقع IMDb (الإنجليزية)
- منال الصيفي على موقع الدهليز
- منال الصيفي على موقع قاعدة بيانات الأفلام العربية